# Agrilus crinicornis
Agrilus crinicornis är en skalbaggsart som beskrevs av Horn 1891. Agrilus crinicornis ingår i släktet Agrilus och familjen praktbaggar. Inga underarter finns listade i Catalogue of Life.